# Галицкий, Борис Карпович
Борис Карпович Галицкий (1914, Таганрог — 1965, Москва) — советский лётчик-испытатель, Герой Советского Союза (1957), Заслуженный лётчик-испытатель СССР (1959).

## Биография
Родился 31 июля 1914 года в Таганроге, в семье рабочего кожевенного завода. Детство было трудным. Отца, члена городского Совета рабочих депутатов, арестовали белогвардейцы. Борису было всего пять лет, когда отца не стало: он умер в тюрьме. На руках матери, Марии Ионовны, остались два малыша — Борис и двухлетний Серёжа. Борис, высокий, рослый паренёк, пользовался уважением в ребячьей среде. Учился он в таганрогской школе № 2, там увлёкся гимнастикой, показывал неплохие результаты. Однако после семи классов школу пришлось оставить: нужно было помогать матери. В 1927 году он стал учеником школы ФЗУ, выучился на токаря и стал работать на инструментальном (позже комбайновом) заводе.
Начало тридцатых годов — время стремительного взлёта советской авиации, и комсомолец Борис Галицкий не мог остаться в стороне. Вскоре с комсомольской путёвкой он приезжает в Батайск и становится курсантом Батайской авиашколы. В 1934 году двадцатилетний лётчик гражданской авиации после успешного завершения учёбы направляется на работу в Аэрофлот. Ему нравилось летать на первых советских пассажирских самолётах, возить почту, пассажиров, мирные грузы.
Под Ленинградом его и застала Великая Отечественная война. Как и многие лётчики гражданской авиации, Борис Карпович стал в ряды военных лётчиков. Но недолго пришлось ему воевать, хотя это были самые тяжелые, самые трудные месяцы войны. По приказу командования он был отозван с фронта на лётно-испытательную работу и получил направление в далёкий Комсомольск-на-Амуре. Здесь в 1942 году и началась его испытательская работа. Он облётывал новые истребители для фронта, летал много и самозабвенно.
Как вспоминал сам Борис Карпович, настоящая испытательная работа началась в 1947 году. В те непростые для страны годы наша авиация переживала качественный скачок. На смену поршневым самолетам приходили новые, реактивные. Много загадок, тайн, тяжёлых вопросов пришлось в те годы решать и конструкторам, и лётчикам-испытателям. Все было новое, необычное. В 1953 году был создан самолёт-бомбардировщик, превосходящий зарубежные образцы. Испытать его доверили полковнику Галицкому.
Первый полёт состоялся 1 апреля 1954 года. Дружный, слаженный экипаж понимал сложность и важность предстоящей работы. Опытный, знающий дело штурман M. Харитонов, давний товарищ Галицкого и прекрасно знающий машину бортинженер Н. Голубятников составили костяк экипажа. Испытания прошли успешно, хотя хватило и сложностей, и трудностей. Во время испытаний бомбардировщика на предельную грузоподъемность трёхкилометровой взлетной полосы чуть-чуть не хватило для взлета. Лишь мужество, самообладание и высочайшее лётное мастерство Б. К. Галицкого позволили избежать ЧП.

Могила Галицкого на Новодевичьем кладбище Москвы.

А сколько их было, этих «чуть-чуть» за долгие годы испытательской работы у лётчика Галицкого. Через его руки прошли многие типы самолётов, вертолётов. Он установил два мировых рекорда при испытании вертолёта Ми-6 и был награждён двумя медалями Международной авиационной федерации. Высокие спортивные результанты Бориса Карповича были отмечены присвоением ему звания мастера спорта СССР.
7 ноября 1955 года Галицкий возглавил воздушный парад над Красной площадью, вёл флагманский самолёт. А потом опять новая работа. Ему было поручено отработать систему дозаправки в воздухе самолёта. Это была сложнейшая, филигранная работа, которая потребовала отличного знания техники, высокого лётного мастерства, незаурядного мужества и упорства. Потом была создана специальная методика дозаправки самолётов в воздухе, и теперь это обычная работа военных летчиков. А тогда всё это было впервые.
Борис Карпович не только учил летать самолёты, не только постоянно учился сам, он и был отличным воспитателем молодых лётчиков. Он часто говорил: «Чтобы стать лётчиком, надо им родиться, чтобы стать испытателем, надо быть тружеником». И он был настоящим тружеником неба, но был он и мечтателем, романтиком. В числе первых, и тогда еще немногих, Б. К. Галицкий изъявил желание из лётчиков-испытателей перейти на «прыгающую кенгуру», так прозвали аэродромные остряки вертолёты. И своей работой много сделал для того, чтобы вертолёт из экзотического аппарата превратился в такие привычные нам сегодня машины.
За мужество и героизм, проявленные при испытании новой авиационной техники, полковнику Галицкому Борису Карповичу указом Президиума верховного Совета СССР от 1 мая 1957 года присвоено звание Героя Советского Союза с вручением ордена Ленина и медали «Золотая Звезда» (№ 11141).
Кавалер орденов Красного Знамени, Отечественной войны I степени, дважды кавалер ордена Красной Звезды, награждён многими медалями.
Умер 26 сентября 1965 года в Москве. Похоронен на Новодевичьем кладбище.